# Feltétlen lajstromozást gátló okok
A feltétlen kizáró okok a védjegyjogban azon okok, amelyek kizárják, hogy a védjegybejelentést a hatóság védjegyként lajstromozza. Ezeket az okokat az egyes országok védjegytörvényei határozzák meg. 
Az európai uniós védjegyek tekintetében az európai uniós védjegyrendelet az irányadó. A tagállamok védjegyjogát ezzel a rendelettel - az adott országnak az uniós csatlakozását megelőzően - harmonizálták.(Magyarország esetében 2004. május 1-je előtt.)
A védjegybejelentés nem lajstromozható védjegyként, ha a védjegytörvény által felsorolt feltétlen kizáró okok vagy viszonylagos kizáró okok valamelyikébe ütközik.
A feltétlen lajstromozást gátló okokat bármelyik védjegytörvény szerint a lajstromozó hatóság   minden egyes védjegybejelentés esetében hivatalból vizsgálni köteles. 

## A feltétlen kizáró okok Magyarországon
A védjegybejelentések érdemi vizsgálata e két okcsoportra terjed ki; Magyarországon a feltétlen kizáró okok (más néven abszolút kizáró okok) vizsgálata hivatalból folyik. (Ezzel szemben 2004. május 1-je óta a viszonylagos kizáró okokkal kapcsolatos érdemi vizsgálatra csak felszólalás esetén kerül sor.)

### A hatályos 1997. évi XI. törvényben
A védjegybejelentésben foglalt megjelölés nem részesülhet védjegyoltalomban, ha az nem felel meg a védjegytörvény 1. §-ban meghatározott követelményeknek. 
Ki van zárva a védjegyoltalomból a megjelölés, ha
- - a) nem alkalmas a megkülönböztetésre, különösen, ha kizárólag olyan jelekből vagy adatokból áll, amelyeket a forgalomban az áru vagy a szolgáltatás fajtája, minősége, mennyisége, rendeltetése, értéke, földrajzi származása, előállítási vagy teljesítési ideje, illetve egyéb jellemzője feltüntetésére használhatnak, vagy pedig amelyeket az általános nyelvhasználatban, illetve az üzleti kapcsolatokban állandóan és szokásosan alkalmaznak; - ezzel szemben a megjelölés nincs kizárva a védjegyoltalomból, ha használata révén - akár az elsőbbség időpontja előtt, akár azt követően - megszerezte a megkülönböztető képességet.[2]
  - b) kizárólag olyan formából áll, amely az áru jellegéből következik, vagy amely a célzott műszaki hatás eléréséhez szükséges, illetve amely az áru értékének a lényegét hordozza.[3]

A megjelölés nem részesülhet védjegyoltalomban, ha
- - a) a közrendbe vagy a közerkölcsbe ütközik;
  - b) az áru, illetve a szolgáltatás fajtája, minősége, földrajzi származása vagy egyéb tulajdonsága tekintetében alkalmas a fogyasztók megtévesztésére;
  - c) rosszhiszeműen jelentették be lajstromozásra.[4]

Ki van zárva a védjegyoltalomból a megjelölés, ha kizárólag
- - a) az ipari tulajdon oltalmára létesült Párizsi Uniós Egyezményben meghatározott állami felségjelből, illetve hatóságot vagy nemzetközi szervezetet megillető jelzésből áll;
  - b) olyan - az a) pontban nem szabályozott - kitüntetésre, jelvényre, címerre, illetve hivatalos szavatossági vagy hitelesítési jegyre vonatkozik, amelynek használatához közérdek fűződik;
  - c) valamely vallási vagy egyéb meggyőződést erőteljesen kifejező jelképből áll.[5]

Vannak esetek ugyanakkor, ahol a megjelölés az illetékes szerv hozzájárulásával védjegyoltalomban részesülhet. Ezek olyan  megjelölések, amelyeknek az említett 3. § (2) bekezdés a) és b) pontjában meghatározott jelzés csupán az elemét képezi. (A vallási vagy egyéb meggyőződést erőteljesen kifejező jelképekre ez nem vonatkozik!) 
- A címernek védjegy elemeként való használatát az iparügyekért felelős miniszter engedélyezheti a védjeggyel védeni kívánt áru tekintetében illetékes miniszter véleményének kikérése után.[7]  A kérelem elbírálása során meg kell vizsgálni, hogy az áru minősége, jellege, a kérelmező tevékenységének jelentősége indokolttá teszi-e a címer használatát. Ezt a kérelmezőnek kell bizonyítania.[7]
- A megjelölés nem részesülhet védjegyoltalomban, ha e törvény vagy az Európai Unió jogszabályai alapján lajstromozott földrajzi árujelzőből áll, vagy azt tartalmazza.[8]

## Története Magyarországon

### Az 1969. évi IX. törvényben
Az 1969. évi védjegytörvény 3. §-a a védjegyoltalomból kizárt megjelölések között mind a feltétlen, mind a viszonylagos kizáró okokat tartalmazta, anélkül, hogy ezeket a kifejezéseket megemlítette volna.
A feltétlen lajstromozást gátló okok hasonlóak voltak 

## A feltétlen kizáró okok az európai uniós védjegyjogban
A feltétlen kizáró okokat az európai uniós védjegyrendelet 7. cikke sorolja fel.